# 比尔·乔伊
威廉·纳尔逊·乔伊（英語：William Nelson Joy，1954年11月8日—），暱称比尔·乔伊（Bill Joy），生於美国密西根州法明頓山，计算机科学家與程式設計師，是BSD作業系統的主要設計者，曾創作了包括vi、C Shell等軟體。与維諾德·柯斯拉、史考特·麥克里尼和安迪·貝托爾斯海姆一起创立了昇陽電腦（Sun Microsystems），并作为首席科学家直到2003年。

## 早期经历
乔伊的童年是在密歇根州的乡村长大的，在密歇根大学获得电气工程学士学位之后，于1979年在加州大学伯克利分校获得电气工程与计算机科学硕士学位。学生期间，他开发了BSD操作系统。其他人以BSD为基础发展出了很多现代版本的BSD，最著名的有FreeBSD、OpenBSD和NetBSD，苹果电脑的Mac OS X操作系统也在很大程度上基于BSD。1986年，乔伊因他在BSD操作系统中所做的工作获得了Grace Murray Hopper奖。
除了BSD之外，他引人注目的贡献还包括TCP/IP、vi、NFS和C shell，如今这些软件都已经广泛的使用在Solaris、BSD、GNU/Linux等操作系统中，而且开放源代码给其他人无偿使用、改进，为自由软件的发展作出了极大的贡献。

## Sun
1982年，Joy作为联合创始人和首席科学家参与了Sun微系统公司的成立，设计了Sparc微处理器，并将之前自己领导开发的BSD继续发展成为Solaris操作系统。另外，他还是Java和Jini的主要作者之一。

## 离开Sun
2003年9月9日，乔伊离开Sun公司，Sun发言人除了宣布Joy辞职的消息外，不愿意发表其他评论。从一些迹象看来，他很关注机器人、纳米、基因工程等可能会改变全人类未来生存发展的技术；更加关注科技带来的道德问题：如何不让科技成为一个国家、政府、集体、甚至个人做恶的工具？